# 哈尔基
哈尔基（希臘語：Χάλκη）是希腊南愛琴大區罗得专区的市镇。市镇面积为37.04平方公里，2021年人口数量为475人。
此市镇包括整个哈爾基島及周边诸多小岛，这些岛屿是佐澤卡尼索斯群島中的一部分。